# Dragon Ball Z: Budokai Tenkaichi 2
 (juin 2018).
Si vous disposez d'ouvrages ou d'articles de référence ou si vous connaissez des sites web de qualité traitant du thème abordé ici, merci de compléter l'article en donnant les références utiles à sa vérifiabilité et en les liant à la section « Notes et références ».
Dragon Ball Z: Budokai Tenkaichi 2 (ドラゴンボールZ Sparking! NEO, Doragon bōru zetto: Supākingu! Neo, littéralement « Dragon Ball Z: Étincelle! Neo ») est un jeu vidéo de combat, édité par Atari Inc. / Namco Bandai Games et développé par Spike sur l'univers de Dragon Ball Z. Le jeu est disponible depuis 2006 sur PlayStation 2 et sur Wii quelque temps après.
Il est possible de réaliser des transformations pendant les combats, contrairement à son aîné Dragon Ball Z: Budokai Tenkaichi.

## Scénario
Il reprend toute l'histoire de l'anime Dragon Ball Z, y compris les films. Dragon Ball et Dragon Ball GT sont également présents dans le jeu. Le mode scénario permet au joueur de survoler la planète entière pour revivre les aventures des personnages de la série.

## Les modes de jeu
Plusieurs modes de jeux sont disponibles dont :
Aventure du Dragon : C’est le mode principal, qui reprend l'histoire de la série animée, ainsi que les films et téléfilms.
- Saga : "Les Saiyens"
- Le combat fratricide
- La menace de Namek
- L'affrontement ultime
- Saga : "Freezer"
- À la poursuite de Garlic
- La revanche de Cooler
- Cent mille guerriers de métal
- L'histoire de Trunks
- Saga : "Les Cyborgs"
- L'offensive des cyborgs
- Broly le super guerrier
- "Retour de Trunks dans le futur"
- Les mercenaires de l'espace
- Saga : "Boo"
- Le retour de Broly
- Fusion
- L'attaque du dragon
- Saga : "La vengeance du bébé mutant"
- Saga : "Super C-17"
- Saga : "Li Shenron, le dragon maléfique"
- Scénario alternatif : "Frères ennemis"
- Scénario alternatif : "Douce traîtrise..."
- Scénario alternatif : "Rivaux du destin"

Combat ultime :
C’est le mode du rang du jeu, qui permet au joueur d'affronter un total de 100 combattants avec combinaisons multiples.
Le Tournoi du dragon :
Il y a 3 types de championnat au choix : "Le championnat mondial des arts martiaux", "Le jeu de Cell" et "Le tournoi de M. Multimillionnaire".

### Personnages
| Personnages déjà présents dans un autre jeu vidéo Dragon Ball | Personnages déjà présents dans un autre jeu vidéo Dragon Ball | Personnages déjà présents dans un autre jeu vidéo Dragon Ball | Personnages déjà présents dans un autre jeu vidéo Dragon Ball | Personnages déjà présents dans un autre jeu vidéo Dragon Ball | Personnages déjà présents dans un autre jeu vidéo Dragon Ball |
| --- | --- | --- | ------------------------------------------------------------- | ------------------------------------------------------------- | ------------------------------------------------------------- |
| - Son Goku (Normal, Super Saiyan 1, 2 et 3) - Son Goku (Super Saiyan 4) - Son Goku (enfant) (Normal, Singe géant) - Son Gohan (enfant) - Son Gohan (adolescent) (Normal, Super Saiyan 1 et 2) - Son Gohan (adulte) (Normal, Super Saiyan 1, 2, Great Saiyaman) - Son Gohan ultime - Piccolo - Krilin - Yamcha - Ten Shin Han - Chaozu - Vegeta (Saga Saiyan et Freezer) (Normal, Singe géant) - Vegeta (Saga Cell) (Normal, Super Saiyan 1, Super Vegeta) - Vegeta (Saga Boo) (Normal, Super Saiyan 1 et 2) - Majin Vegeta - Vegeta (Super Saiyan 4) - Trunks (enfant) (Normal, Super Saiyan 1) - Kaiô Shin (Normal, Kaiobito) - Oob (Normal, Majoob) | - Son Goten (Normal, Super Saiyan 1) - Trunks (avec épée) (Normal, Super Saiyan 1) - Trunks (Normal, Super Saiyan 1, Super Trunks) - Gotenks (Normal, Super Saiyan 1 et 3) - Vegeto (Normal, Super Saiyan 1) - Gogéta (Super Saiyan 1) - Gogéta (Super Saiyan 4) - Mr Satan - Videl (Normal, Great Saiyaman 2) - Raditz (Normal, Signe géant) - Saibaiman - Nappa (Normal, Singe géant) - Dodoria - Zabon (Normal, Super Zabon) - Ghourd - Reacum - Butta - Jeese - Ginyû - Freezer (forme 1, 2, 3, corps final et puissance maximale) - Freezer (mécanique) - Metal Cooler | - C-16 - C-17 - C-18 - C-19 - C-20 / Dr Gero - Cell (forme 1, 2, parfaite et puissance maximale) - Cell Junior - Dabra - Majin Boo - Evil Boo - Super Boo (Normal, Gotenks Absorbé, Gohan Absorbé) - Kid Boo - Baddack (Normal, Singe géant) - Cooler (Normal, Forme finale) - Broly (Normal, Super Saiyan 1, Super Saiyan Légendaire) - Bojack (Normal, puissance maximale) - Super C-17 - Baby-Vegeta (Normal, Super Baby-Vegeta, Super Baby-Vegeta 2, Singe géant) - Janemba (Normal, forme finale) - Kamé Sennin (Normal, puissance maximale) - Tao Pai Pai - Li Shenron (Normal, forme Oméga) - Paikûhan - Zangya - Pan |                                                               |                                                               |                                                               |
| Nouveaux personnages | | |                                                               |                                                               |                                                               |
| - C-13 (Normal, Super C-13) - Slug (Normal, Slug géant) - Thalès (Normal,, Singe géant) - Tapion - Hildegarn (transformation) | - Garlic Junior (Normal, Super Garlic Junior) - Sauzer - Yajirobé | - Kiwi - Grand-père Son Gohan |                                                               |                                                               |                                                               |

Nouveaux personnages de la version Wii :
- Pilaf-Machine (Normal, Combinaison avec 2 autres machines)
- Cyborg Tao Pai Pai
- Piccolo Daimaô
- Apool
- Soldat de Freezer

### Type
Le principe est sensiblement le même que les précédents jeux de combat de Dragon Ball. Les déplacements sont libres, comme dans Dragon Ball Z: Budokai Tenkaichi. Les personnages auront 2 attaques finales, une ultime, ainsi que 2 techniques personnelles, tout comme dans le premier opus. La version Wii du jeu permettra au joueur d'utiliser les deux télécommandes afin de simuler les attaques du jeu (comme le Kamehameha) afin de les utiliser à l'écran.

### Niveaux
Seize environnements de combat destructibles et dont certains peuvent être totalement détruits pour laisser place à un environnement dévasté (ex. : Namek) :
- "Désert" (En réalité, le niveau est composé de plaines)
- "Rocailles"
- "Ville (ruines)"
- "Col"
- "Iles"
- "Kame House"
- "Glacier"
- "Niveau Champ. du Monde"
- "Arène de Cell"
- "Terre dévastée"
- "Sanctuaire"
- "Salle du temps"
- "Monde de Kaio Shin"
- "Planète" (Niveau absent du mode "Aventure du Dragon")
- "Namek"
- "Namek mourante"
- "Espace" (Épisode TV spécial de Bardock, uniquement dans la version Wii).

## Sonorisation
À l'instar de l'épisode précédent, Dragon Ball Z: Budokai Tenkaichi 2 dispose de pièces musicales tirées directement des différentes séries télévisées dans leur version japonaise originale. Néanmoins, pour la version américaine et européenne du jeu, de nouvelles compositions musicales ont remplacé les musiques originales. Les pièces musicales de remplacement sont les suivantes et peuvent être écoutées à volonté dès le début du jeu :
1. Open Wings
2. Arcadia Village
3. Ancient Mystery
4. Cheerful Night
5. Dance To The Tower
6. Capture The Dragon
7. Awake
8. Let The Power Reigns
9. Lonesome Wild
10. Gatebreaker
11. So Happy
12. Jungle
13. Stroll Of Electricity
14. King's Uneasiness
15. Electric Gravity
16. The Maze Of Mind
17. Morning Dew
18. Decisive Battle
19. Mind Space
20. Crisis
21. Granulated Oblivion
22. Stand After Confusion
23. Battalion Unchained
24. Fly High
25. Belief Of Steel
26. Lost Courage
27. Go Ahead
28. Little Light
29. Sky Is In Our Hands
30. Power Rush
31. Break Through
32. Heavy Gear
33. Escape To Freedom
34. Dark Half